# Haptanthaceae
Las haptantáceas (Haptanthaceae) son una familia de angiospermas del orden Buxales. Consta de una sola especie, Haptanthus hazlettii, nativa de Honduras, descripta en 1989 y nunca vuelta a recolectar, a pesar de los numerosos intentos. De hecho, algunos autores la consideran extinta. La familia ha sido reconocida por el sistema más moderno de clasificación filogenética de las angiospermas, el sistema de clasificación APG III.

## Descripción
Es un arbusto completamente glabro, de hojas opuestas, simples, enteras y sin puntuaciones glandulares. No presenta estípulas. La inflorescencia está compuesta por una flor carpelada simple con dos ramas de 5-6 flores estaminadas cada una. No poseen perianto, sólo una diminuta bracteola. Las flores estaminadas poseen un solo estambre y las carpeladas tienen un pistilo tricarpelado, estipitado, con tres estigmas sésiles largos, y un ovario con tres placentas parietales, cada una con 8 a 15 óvulos en dos filas.)